# Верх-Усугли
Верх-Усугли́ — село в Забайкальском крае России, административный центр Тунгокоченского района и сельского поселения «Верх-Усуглинское».
Население — 2139 чел. (2021).

## География
Расположено на реке Усугли (левый приток Ульдурги, бассейн реки Нерчи), в 320 км к северо-востоку от Читы.

## История
Основано с открытием в 1936 году Усуглинского месторождения флюорита жителем села Усугли С. К. Соболевым. В 1959—1966 годах велось строительство рудника Усугли и обогатительной фабрики. В 1989 году в селе проживало 2956 человек, в 2001 году — 2973 человека, в том числе 56 эвенков, в 2002 году  — 2690 человек. Имеются: средняя школа (с 1962), детский сад, районный Дом культуры, районная и детская библиотеки (с 1962), редакция районной газеты «Вести Севера» (до 1994 «Советский Север»), центральная районная больница, почтовое отделение (с 1960).

## Население
| 1979  | 1989  | 2001  | 2002  | 2010  | 2012  | 2013  |
| ----- | ----- | ----- | ----- | ----- | ----- | ----- |
| 2592  | ↗2993 | ↘2973 | ↘2690 | ↘2624 | ↘2584 | ↘2561 |
| 2014  | 2015  | 2016  | 2017  | 2018  | 2019  | 2020  |
| ↗2567 | ↘2566 | ↘2544 | ↘2485 | ↗2535 | ↘2511 | ↘2469 |
| 2021  |       |       |       |       |       |       |
| ↘2139 |       |       |       |       |       |       |

## Разное
Входит в Перечень населенных пунктов Забайкальского края, подверженных угрозе лесных пожаров